# Chiesa di Santa Chiara (Cossoine)
La chiesa di Santa Chiara è un edificio religioso situato a Cossoine, centro abitato della Sardegna nord-occidentale. Consacrata al culto cattolico, è sede dell'omonima parrocchia e fa parte dell'arcidiocesi di Sassari.

La chiesa sorge nel centro del paese; venne edificata durante il secolo XVI in forme romaniche e gotico-aragonesi e ampliata nel XVIII secolo come si evince da una targa in pietra infissa nella facciata posteriore. Sostituì come sede parrocchiale la vecchia chiesa di San 
Giorgio.